# Babani Koné
Fatoumata Koné (Babani Koné, sinh 1968 ở Segou, Mali), là một nhà soạn nhạc và ca sĩ người Mali. Bà hát bằng tiếng Bamana.

## Thơ ấu
Babani Koné được nuôi dưỡng bởi bà của bà, một người Griot, một người kể chuyện/nhạc sĩ. Koné tham dự các nghi lễ mà bà của bà thực hiện. Bà bắt đầu hát trong khi tham gia các hoạt động ở trường hoặc liên khu phố, và tham gia phong trào Người tiên phong ở Mali.

## Sự nghiệp
Năm 1983, bà đã tham gia Etoiles d'Afrique Festival ở Abidjan và tại Hội chợ nghệ thuật văn hóa và nghệ thuật hai năm 1984 ở Mali. Năm 1989, bà được mời cùng Toumani Diabaté đến Liên hoan âm nhạc dân gian Dranouter tại Bỉ. Bà đã thu âm hai album đạt thành công: Sanou Djala và Barika.
Năm 1999, bà kết thúc chương trình Lễ hội dành cho người da màu ở Pháp. Năm 2004, bà đã giành được một giải thưởng tại Liên hoan văn hóa thế giới mở rộng tại Seoul, Hàn Quốc. Năm 2006, bà tham gia một chuyến lưu diễn tại Anh, với một số nghệ sĩ, mang tên The Dangerous / The Asian Music Circuit.
Bà được mời vào năm 2007 để thu âm một album của Mokobé, My Africa. Năm 2008, bà được vinh danh trên sân khấu tại Lễ hội SFINKS tại Antwerp. Năm đó, Koné được trao giải Tamani vàng cho nghệ sĩ người Mali xuất sắc nhất và giành giải Nữ nghệ sĩ người Mali xuất sắc nhất. Bà tiếp tục tham gia các sự kiện âm nhạc quốc tế, bao gồm Night of the African Divas tại Zenith của Paris vào tháng 5 năm 2009, tại Lễ hội Gnaouas ở Morocco vào tháng 6 năm 2009 và Lễ hội Mûsîqât vào tháng 10 năm 2010 ở Tunisia.

## Danh sách đĩa nhạc
- 1996: Sanou Djala
- 1998: Barika